# إيرمان كيليج
إيرمان كيليج (بالتركية: Erman Kılıç)‏ (20 سبتمبر 1983 بأرزينجان في تركيا - ) هو لاعب كرة قدم تركي في مركز الوسط. لعب مع أنطاليا سبور وإسكيشهرسبور وسيفاسبور وغلطة سراي ومعمورة العزيز سبور ونادي إسطنبول باشاكشهر ونادي جوزتيبي وİzmir Çoruhlu FK ‏.

## وصلات خارجية
- إيرمان كيليج على موقع اتحاد تركيا (لاعب) (الإنجليزية)
- إيرمان كيليج على موقع قاعدة بيانات كرة القدم.إي يو (الإنجليزية)
- إيرمان كيليج على موقع Soccerway.com (الإنجليزية)
- إيرمان كيليج على موقع عالم كرة القدم.نت (الإنجليزية)
- إيرمان كيليج على موقع AS.com (الإسبانية)